# Nationaal Dataportaal Wegverkeer
Het Nationaal Dataportaal Wegverkeer (NDW) is een nationaal loket voor wegverkeersgegevens in Nederland, zowel van rijkswegen en provinciale wegen als van gemeentelijke hoofdwegen. 
In NDW werken Nederlandse overheden samen aan het inwinnen, combineren, opslaan en distribueren van mobiliteitsdata. Deze gegevens worden gebruikt voor het managen van het verkeer. Ze voeden talloze verkeersinformatiediensten en vormen een basis onder het  mobiliteitsbeleid in Nederland. Met het initiatief komt een groeiende hoeveelheid informatie over files en andere gebeurtenissen op de weg beschikbaar. Ook ontsluit en past het NDW steeds nieuwe datastromen toe, zoals floating car data (data uit apps) en voertuigdata (uit sensoren in de auto). De gegevens die NDW verzamelt en verwerkt worden geleverd aan wegbeheerders en aanbieders van verkeersinformatie. De informatie komt via informatieborden, mobiele telefoons, radio, navigatiesystemen en internet bij de weggebruikers. Ook beheert het NDW de VerkeersInformatie Locatie Database punten.
NDW werd op 6 juli 2009 geopend met de naam Nationale Databank Wegverkeersgegevens. Op 1 oktober 2020 werd het hernoemd naar Nationaal Dataportaal Wegverkeer. Het doel van NDW kan worden samengevat in twee punten:
1. met het beschikbaar stellen van data bijdragen aan vlot, veilig en schoon verkeer en verkeersmanagement
2. een betere samenwerking tussen wegbeheerders met betrekking tot data inwinning, uitwisseling en kwaliteit van de gegevens

Partners in NDW zijn: het Rijk (Rijkswaterstaat), alle provincies, Metropoolregio Rotterdam Den Haag, Vervoerregio Amsterdam, Gemeente Amsterdam, Gemeente Rotterdam, Gemeente Den Haag en Gemeente Utrecht.